# Tovább
A Tovább (folyóirat) a Márciusi Front lapja 1938-ban, Debrecenben szerkesztették.

## Története
A betiltott Válasz helyébe lépett a Tovább c. lap, összesen három számát szerkesztették meg, de az utolsó számot megjelenése előtt betiltották. Debreceni egyetemisták szerkesztették: Kiss József, Újhelyi Szilárd, Zöld Sándor. A lap munkatársai voltak Debrecenben a megnevezett szerkesztők mellett Vajda Benő, Szilágyi József és Tariska István, a kommunisták közül Kállai Gyula, Losonczy Géza, Donáth Ferenc, a népi írók köréből Darvas József, Féja Géza, Nagy Imre és Veres Péter.